# Consciência X Atual
Consciência X Atual (abreviado como CxA) é um grupo de rap e hip hop que iniciou suas atividades na década de 90 na cidade de Ribeirão Preto. Já lançou 6 discos. Atualmente o CxA é formado por Gipe, Nego Lê, W-fy e DJ Yzak, com participações de Função RHK. Quando o grupo se formou, em 1994, os atuais integrantes eram rivais nas competições locais de freestyle rap. Outro fato que marcou a história do Consciência foi a morte de Billy, um dos principais integrantes, em um infarte decorrente do uso frequente do cigarro.

## História
O Grupo ficou conhecido com as Músicas "Contos do Crime" , "Recanto obscuro de uma existência"(esteja em paz) e "Biografia da Humildade". Os integrantes faziam parte de outros grupos e se conheceram em rodas de rimas da região. Em 1994 W.fy, Billy e Nego Lê Formam o CxA.

## Morte de Billy
Um Fato que marcou a história do grupo foi a morte de "Billy", com 25 anos, por causa de uma trombose coronariana em 1999, ele era um dos fundadores do grupo, o qual o mesmo escolheu o nome do grupo, no mesmo ano foi lançado um álbum em Homenagem a ele intitulado "In Memoriam de Billy".

## Álbum Duplo
Em 2010 é Lançado o Álbum "Honra ao Mérito - Visão e Progresso" um disco duplo que contem participações especiais de "W.Gi ,Douglas RC ,Kid Nice e Pacificadores".

## Prisão de Nego Lê
Nego Lê foi preso em 2012, acusado pelo crime de trafico. O mesmo ainda se encontra privado de sua liberdade. Uma música foi lançada em sua homenagem pelo grupo "áudio contexto" com participação do CXA.

## Ao Vivo em Ribeirão
Em 2013 o grupo faz um show no SESC de Ribeirão Preto, que mais tarde seria gerado um DVD.

## Encerramento das atividades do Grupo
No Dia 10 de outubro de 2016, o grupo divulga uma nota no Facebook anunciando o fim do grupo após 22 anos.

## Esclarecimento de W.Fy
No dia 18 de outubro de 2016, W.fy divulga um vídeo dizendo que o grupo não acabou e continuará na ativa.

## Discografia
- 1997: Tráfico De Idéias
- 1998: Contos do Crime
- 1999: A Ressurreição (In Memorian de Billy)
- 2001: Obra De Arte
- 2005: A Sequela
- 2010:  Honra ao Mérito (Álbum Duplo)
- 2013:  Ao Vivo Em Ribeirão Preto

## Singles
- 2004: Saudosa Maloca
- 2013: Escolhas
- 2014: Cena Bandida
- 2014: O Livro a Ser Escrito

## Participações de C.X.A
- CTS Kamik-Z - Pode Pá Que é Isso Mesmo
- Audio Contexto - Puxa o Bonde (Em Salve a Nego Lê)
- Segunda Ordem - É Nóis Que Tá
- Visão em Ação - Corre Pelos Becos